# Schönhagen (Gumtow)

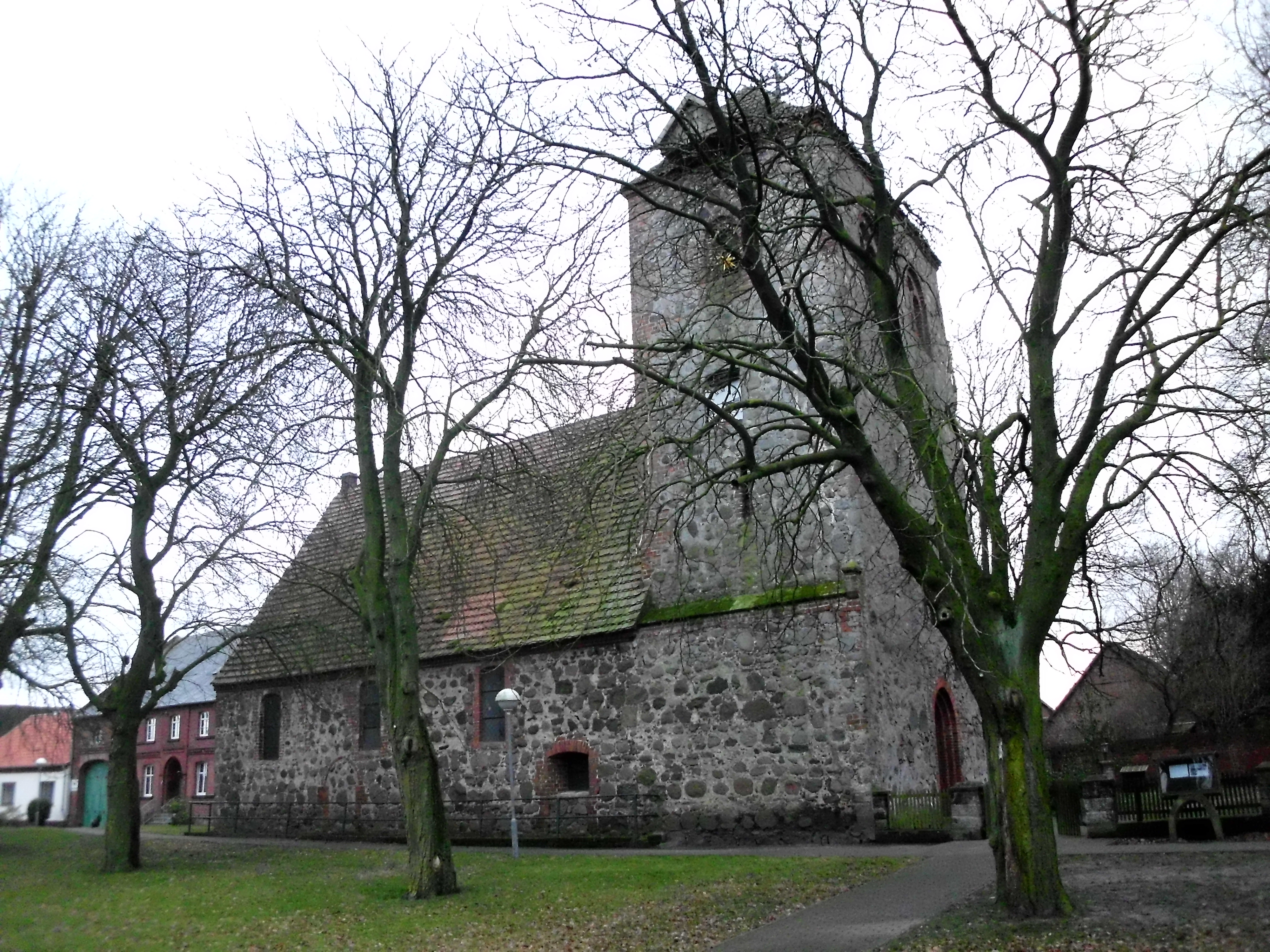
Dorfkirche

Schönhagen ist ein Ortsteil der Gemeinde Gumtow im Landkreis Prignitz in Brandenburg.

## Geografie
Der Ort liegt 5 Kilometer südwestlich von Gumtow und 25 Kilometer südöstlich von Perleberg. Die Gemarkung besteht in der Mitte und im Süden aus einer offenen Agrarlandschaft, im Norden sind zudem größere Waldanteile vorhanden.
Zum Ort gehört der drei Kilometer nordöstlich gelegene bewohnte Gemeindeteil Klein Schönhagen. Die Nachbarorte sind Döllen im Norden, Gumtow im Nordosten, Granzow im Osten, Görike im Süden, Söllenthin im Südwesten, Vehlin im Westen und Kunow im Nordwesten.

## Geschichte
Zum 30. Juni 2002 schloss sich Schönhagen mit 15 anderen Gemeinden zur Gemeinde Gumtow zusammen. Der Ort hatte damals 145 Einwohner.